# Mazatenango
Mazatenango (Nahuatl: mazatl = „Hirsch“, tenango = „Ort“; Quiché Kakol Kiej) ist eine ca. 85.000 Einwohner zählende Stadt im Südwesten Guatemalas. Sie ist Verwaltungssitz des Departamentos Suchitepéquez sowie der ca. 105.000 Einwohner zählenden Großgemeinde (municipio). Außerdem ist sie Sitz des römisch-katholischen Bistums Suchitepéquez-Retalhuleu.

## Lage und Klima
Die Stadt Mazatenango liegt ca. 165 km (Fahrtstrecke) westlich von Guatemala-Stadt und etwa 20 km östlich von Retalhuleu zwischen der Sierra Madre und der Pazifikküste auf ca. 370 m Höhe. Ein Teil des Gemeindegebiets liegt jedoch auch in der pazifischen Tieflandregion (Costa Cuca) in Höhen von 10 bis 20 m. Das Klima ist tropisch-heiß; Regen (ca. 1500 mm/Jahr) fällt hauptsächlich im Sommerhalbjahr.

## Wirtschaft und Tourismus
Mazatenango ist das wirtschaftliche Zentrum von Suchitepéquez. Wichtigster Wirtschaftszweig ist die Landwirtschaft und hier insbesondere der Anbau und die Verarbeitung von Zuckerrohr, Kaffee und Kautschuk. Auch die Viehzucht (ganadería) spielt eine wichtige Rolle.

## Geschichte
In den 1520er Jahren eroberten die aus Spaniern und indianischen Hilfstruppen bestehende Armee Pedro de Alvarados das gesamte Hochland und die Pazifikküste Guatemalas. Im Jahr 1825 gehörte Mazatenango zu den Gründungsgemeinden von Guatemala, doch in den Wirren der Staatsgründung entschloss man sich im Jahr 1838 zum Beitritt zur Republica del Sexto Estado de los Altos, die jedoch bereits zwei Jahre später gewaltsam endete. Mazatenango wurde am 16. Oktober 1877 Verwaltungssitz des Departamentos Suchitepéquez.

## Sehenswürdigkeiten
Wichtigstes Bauwerk ist die Kathedrale des Bistums Suchitepéquez-Retalhuleu, aber es gibt auch noch andere Bauten (z. B. der Palacio Municipal) aus kolonialer Zeit im Stadtzentrum.

## Veranstaltung
Seit dem Jahr 1885 finden in der Karnevalszeit in Mazatenango zahlreiche Umzüge in den Stadtvierteln statt, die sich schließlich zu einem großen Umzug vereinen. Eine Industrie- und Viehzuchtausstellung ist von überregionaler Bedeutung.